# 阿里山輪盾介殼蟲
阿里山輪盾介殼蟲（学名：Aulacaspis alishana）为盾介殼蟲科輪盾介殼蟲屬下的一个种。